# Reiner Gamma

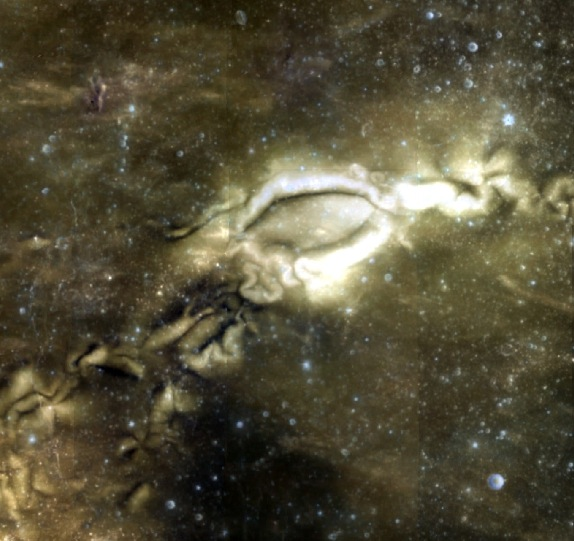
Reiner Gamma.

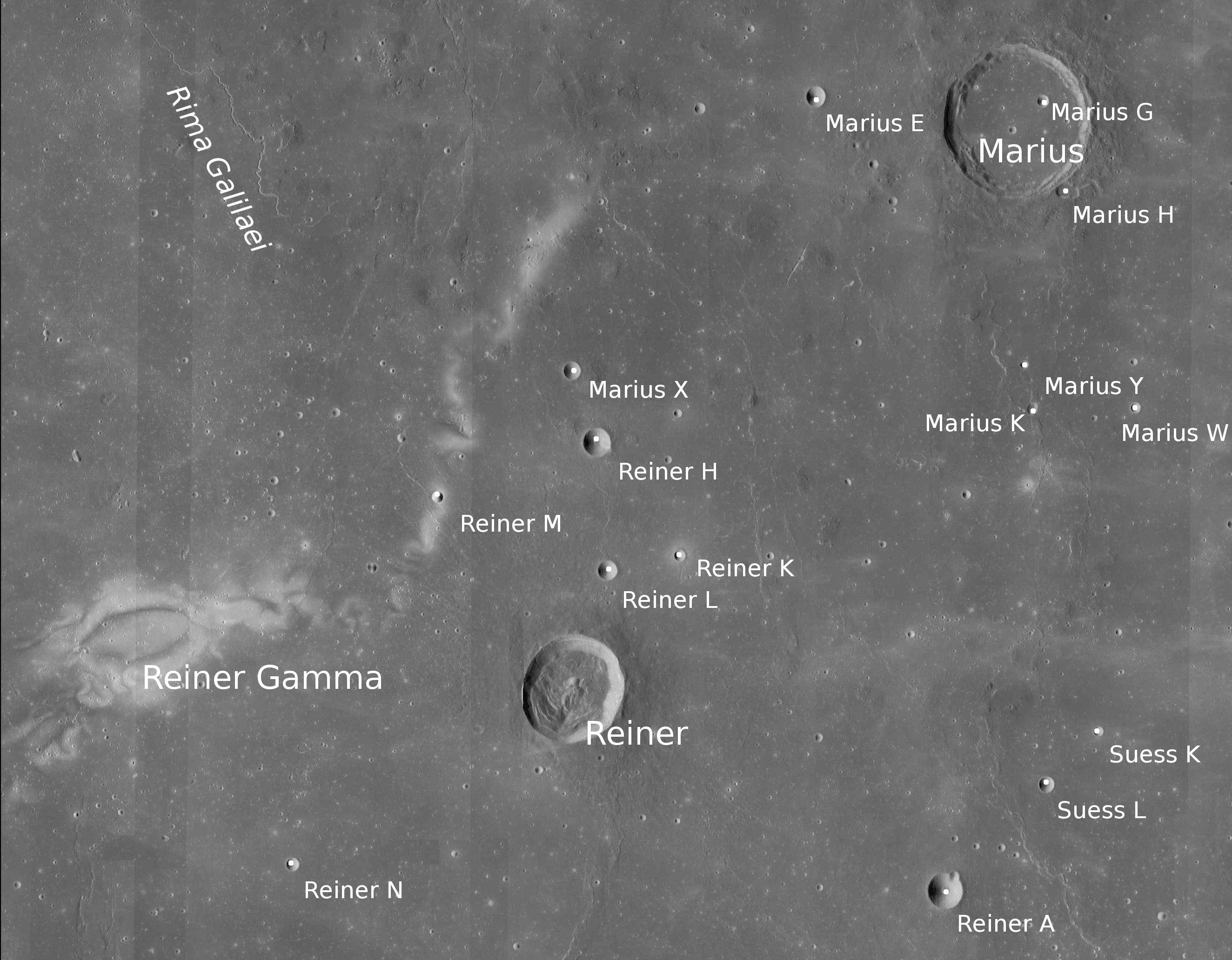
Poloha útvaru Reiner Gamma.

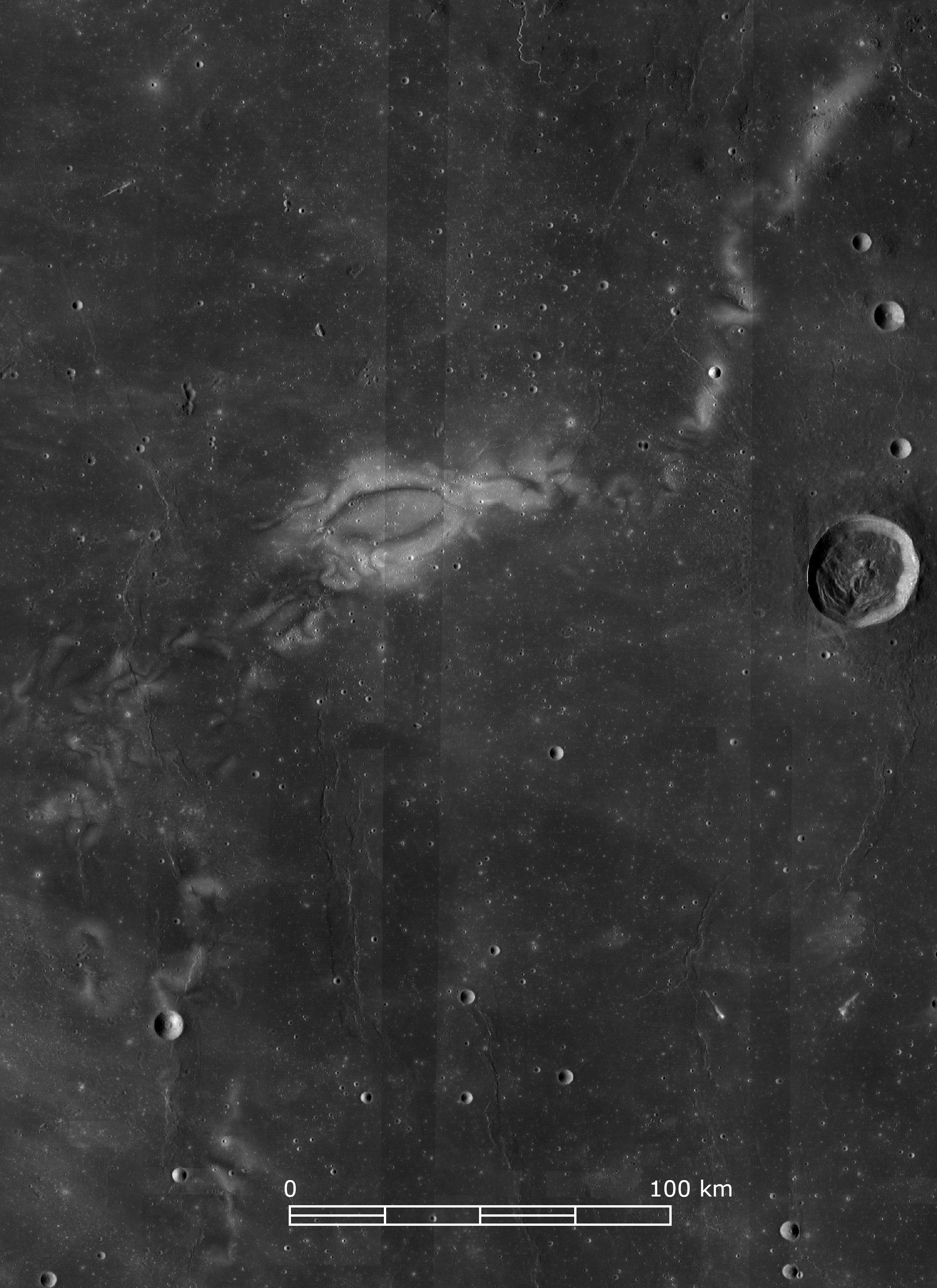
Reiner Gamma a kráter Reiner.

Reiner Gamma je záhadný světlý útvar v západní části Oceánu bouří (Oceanus Procellarum) západně od kráteru Reiner na přivrácené straně Měsíce.

## Popis
Je oválného tvaru a má průměr cca 73 km. Střední selenografické souřadnice jsou 7,4° S a 59,0° Z.
Má výrazně vyšší albedo než okolí (je tedy světlejší) a jedná se o plochý útvar prostý nerovností. Na přivrácené měsíční polokouli je unikátní. Intenzita magnetického pole Reineru Gamma je 15 nT, měřeno z výšky 28 km, což je jedna z největších magnetických anomálií lokalizovaných na Měsíci. Síla magnetického pole je schopna zformovat mini-magnetosféru, která zabírá na povrchu až 360 km. Solární vítr pak obtéká kolem této oblasti a jelikož je známo, že částice slunečního větru dokáží způsobit ztmavnutí měsíčního povrchu, magnetické pole kolem Reineru Gamma může mít podíl na udržení jeho světlosti.
Západo-jihozápadně se nachází oblast zvaná Planitia Descensus, místo přistání sovětské sondy Luna 9 (první měkké přistání na Měsíci vůbec). Severně se vine měsíční brázda Rima Galilaei.

## Název
V raných mapách Měsíce od Francesca Grimaldiho se tento útvar nesprávně objevuje jako kráter. Jeho spolupracovník Giovanni Battista Riccioli jej pak pojmenoval Galilaeus podle Galilea Galilei. Název pak v roce 1935 použila Mezinárodní astronomická unie pro pojmenování kráteru Galilaei ležícího severozápadně od Reineru Gamma.
Název Reiner Gamma tedy vychází z kráteru Reiner ležícího východně a pojmenovaného podle italského matematika a astronoma Vincentia Reinieriho, jenž byl Galileovým přítelem.